# Jobe
Jobe, artistnamn för Joakim Roger Bertilsson, född 7 juli 1989 i Arboga, är en svensk artist och låtskrivare, som sedan år 2016 har skivkontrakt med TGR Music Group. Han har tidigare även haft planer på att bli fotbollsspelare, men fick lägga denna potentiella drömkarriär på hyllan, efter att ha drabbats av två respektive knäskador.

## Biografi
Jobe, vars riktiga namn är Joakim Bertilsson, är född och uppvuxen i västmanländska Arboga, beläget mellan Örebro och Eskilstuna. Efter högstadiet flyttade han ner till Norrköping för att påbörja studier på ett fotbollsgymnasium, i hopp om att en dag bli ett väldigt stort fotbollsproffs. Han fick dock lägga dessa drömmar på hyllan, då han under denna period drabbades av två respektive knäskador. Han valde därefter med att satsa helhjärtat på musiken, efter att han hade lagt ner sina tidigare drömmar om att bli fotbollsproffs.

## Musikkarriär
Jobes musikintresse väcktes redan under högstadietiden, men det var inte förrän han som sjuttonåring hade lagt av med sina tidigare fotbollsproffsdrömmar, som han valde att satsa mer helhjärtat på detta intresse. Han lärde sig strax därefter med att spela gitarr, samtidigt som hela hans sång kom på helt och hållet naturlig väg.
År 2013 släppte Jobe, då under sitt riktiga namn Joakim Bertilsson, sin alldeles första singel vid namn "She Will Be Mine", som lyckades ta sig in på musiklistan på P3 Osignat, där den skulle komma att stanna under flera veckors tid. Ett år senare, i maj 2014, var han en av deltagarna för P4 Västmanlands uttagning till Svensktoppen nästa (senare P4 nästa), med bidraget "Stronger". I januari 2017 släppte Joakim Bertilsson, under det nuvarande artistnamnet Jobe (taget från de två första bokstäverna i hans för- och efternamn, Joakim Bertilsson), en debut-EP vid namn Kärleksterapi, via skivbolaget TGR Music Group. I april 2024 gav han dessutom ut sitt allra första debutalbum, som går under titeln Känslostorm.